# Lijst van voetbalinterlands België - Wales
Deze lijst van voetbalinterlands is een overzicht van alle officiële voetbalwedstrijden tussen de nationale teams van België en Wales. De landen speelden tot op heden achttien keer tegen elkaar, te beginnen met een vriendschappelijke wedstrijd die werd gespeeld op 22 mei 1949 in Luik. Het laatste duel, een kwalificatiewedstrijd voor het Wereldkampioenschap voetbal 2026, vond plaats in Brussel op 9 juni 2025.

## Wedstrijden
| №  | Plaats  | Datum             | Competitie                  | Wedstrijd      | Uitslag |
| -- | ------- | ----------------- | --------------------------- | -------------- | ------- |
| 1  | Luik    | 22 mei 1949       | Vriendschappelijk           | België – Wales | 3 – 1   |
| 2  | Cardiff | 23 november 1949  | Vriendschappelijk           | Wales – België | 5 – 1   |
| 3  | Cardiff | 17 oktober 1990   | EK 1992 kwalificatie        | Wales – België | 3 – 1   |
| 4  | Brussel | 27 maart 1991     | EK 1992 kwalificatie        | België – Wales | 1 – 1   |
| 5  | Brussel | 18 november 1992  | WK 1994 kwalificatie        | België – Wales | 2 – 0   |
| 6  | Cardiff | 31 maart 1993     | WK 1994 kwalificatie        | Wales – België | 2 – 0   |
| 7  | Cardiff | 29 maart 1997     | WK 1998 kwalificatie        | Wales – België | 1 – 2   |
| 8  | Brussel | 11 oktober 1997   | WK 1998 kwalificatie        | België – Wales | 3 – 2   |
| 9  | Cardiff | 7 september 2012  | WK 2014 kwalificatie        | Wales – België | 0 – 2   |
| 10 | Brussel | 15 oktober 2013   | WK 2014 kwalificatie        | België − Wales | 1 − 1   |
| 11 | Brussel | 16 november 2014  | EK 2016 kwalificatie        | België − Wales | 0 − 0   |
| 12 | Cardiff | 12 juni 2015      | EK 2016 kwalificatie        | Wales − België | 1 − 0   |
| 13 | Lille   | 1 juli 2016       | EK 2016                     | Wales − België | 3 − 1   |
| 14 | Leuven  | 24 maart 2021     | WK 2022 kwalificatie        | België – Wales | 3 − 1   |
| 15 | Cardiff | 16 november 2021  | WK 2022 kwalificatie        | Wales − België | 1 − 1   |
| 16 | Cardiff | 10 juni 2022      | UEFA Nations League 2022/23 | Wales − België | 1 − 1   |
| 17 | Brussel | 22 september 2022 | UEFA Nations League 2022/23 | België – Wales | 2 − 1   |
| 18 | Brussel | 9 juni 2025       | WK 2026 kwalificatie        | België − Wales | 4 – 3   |
| 19 | Cardiff | 13 oktober 2025   | WK 2026 kwalificatie        | Wales − België | −       |

## Samenvatting
| Competitie          | Totaal gespeeld | Winst België | Gelijk | Winst Wales | Doelsaldo België – Wales |
| ------------------- | --------------- | ------------ | ------ | ----------- | ------------------------ |
| WK-kwalificatie     | 9               | 6            | 2      | 1           | 18 − 11                  |
| EK-eindronde        | 1               | 0            | 0      | 1           | 1 − 3                    |
| EK-kwalificatie     | 4               | 0            | 2      | 2           | 2 − 5                    |
| UEFA Nations League | 2               | 1            | 1      | 0           | 3 − 2                    |
| Vriendschappelijk   | 2               | 1            | 0      | 1           | 4 − 6                    |
| Totaal              | 18              | 8            | 5      | 5           | 28 − 27                  |

Wedstrijden bepaald door strafschoppen worden, in lijn met de FIFA, als een gelijkspel gerekend.

## Details

### Eerste ontmoeting
| Vriendschappelijk (scheidsrechter Léon Boes, Luik, 22 mei 1949):                                                                                              |              | |
| België | 3 – 1        | Wales |
| Henri Govard 13' Henri Govard 35' Albert De Hert 43' | goals        | 60' Trevor Ford |
| Bill Gormlie | bondscoach   | — |
| Henri Meert Léon Aernaudts René Gillard Henri Coppens Louis Carré Jan Van Der Auwera Victor Lemberechts Henri Govard Jef Mermans Freddy Chaves Albert De Hert | opstellingen | Archie Hughes Jackie Roberts Ray Lambert Ivor Powell Thomas Jones Ron Burgess Mal Griffiths Billy Rees Trevor Ford Billy Lucas George Edwards |
| - Debuut van Jackie Roberts (Bolton Wanderers) voor Wales. |              | |

### Tweede ontmoeting
| Vriendschappelijk (scheidsrechter Harry Pearce, Cardiff, 23 november 1949):                                                                     |              | |
| Wales | 5 – 1        | België |
| Royston Paul 18' Trevor Ford 24' Royston Clarke 30' Trevor Ford 40' Trevor Ford 49'                                                             | goals        | 90' Rik Coppens |
| | bondscoach   | Bill Gormlie |
| Bill Shortt Walley Barnes Alf Sherwood Ivor Powell Thomas Jones Ron Burgess Mal Griffiths Royston Paul Trevor Ford Aubrey Powell Royston Clarke | opstellingen | Henri Meert Léon Aernaudts René Gillard Jan Van Der Auwera Louis Carré Vic Mees Théo Lacroix Rik Coppens Jef Mermans Albert De Hert Pol Anoul |
| - Debuut van Théo Lacroix voor België. |              | |

### Derde ontmoeting
| EK 1992 kwalificatie (Cardiff, Wales, 17 oktober 1990):                                                                                               |              | |
| Wales | 3 – 1        | België |
| Ian Rush 29' Dean Saunders 82' Mark Hughes 87' | goals        | 24' Bruno Versavel |
| Terry Yorath | bondscoach   | Guy Thys |
| Neville Southall Kevin Ratcliffe Eric Young Mark Aizlewood Clayton Blackmore Barry Horne Mark Hughes Peter Nicholas Paul Bodin Dean Saunders Ian Rush | opstellingen | Michel Preud'homme Eric Gerets Stéphane Demol Georges Grün Michel De Wolf Marc Emmers Enzo Scifo Franky Van der Elst 75' Luc Nilis Bruno Versavel Jan Ceulemans |
| | wissels      | 75' Marc Wilmots |
| Clayton Blackmore 6' Peter Nicholas 71' | gele kaarten | |

### Vierde ontmoeting
| EK 1992 kwalificatie (Brussel, België, 27 maart 1991): |              | |
| België | 1 – 1        | Wales |
| Marc Degryse 48' | goals        | 60' Dean Saunders |
| Guy Thys | bondscoach   | Terry Yorath |
| Michel Preud'homme Eric Gerets Georges Grün Philippe Albert Leo Clijsters Bruno Versavel Franky Van der Elst Erwin Vandenbergh Marc Degryse Enzo Scifo Marc Wilmots | opstellingen | Neville Southall David Phillips Paul Bodin Mark Aizlewood Eric Young Kevin Ratcliffe Peter Nicholas Barry Horne Dean Saunders Ian Rush Mark Hughes |
| | wissels      | |
| Leo Clijsters 61' Bruno Versavel 85' | gele kaarten | 78' Barry Horne 85' Dean Saunders |

### Vijfde ontmoeting
| WK 1994 kwalificatie (Brussel, België, 18 november 1992): |       |       |
| België                                                    | 2 – 0 | Wales |
| Lorenzo Staelens 53' Marc Degryse 58'                     | goals |       |

### Zesde ontmoeting
| WK 1994 kwalificatie (scheidsrechter Aron Schmidhuber, Cardiff, 31 maart 1993):                                                                    |              | |
| Wales | 2 – 0        | België |
| Ryan Giggs 18' Ian Rush 39' | goals        | |
| Terry Yorath | bondscoach   | Paul van Himst |
| Neville Southall Barry Horne Paul Bodin Mark Aizlewood Eric Young Kevin Ratcliffe Dean Saunders Gary Speed 86' Ian Rush Mark Hughes Ryan Giggs 89' | opstellingen | Michel Preud'homme 46' Dirk Medved Philippe Albert Georges Grün Rudi Smidts Lorenzo Staelens Franky Van der Elst Danny Boffin Marc Degryse Enzo Scifo 66' Alex Czerniatynski |
| David Phillips 86' Mark Bowen 89' | wissels      | 46' Luis Oliveira 66' Francis Severeyns |
| Eric Young 2' Mark Aizlewood 67' | gele kaarten | 20' Georges Grün |

### Zevende ontmoeting
| WK 1998 kwalificatie (scheidsrechter Christer Fällström, Cardiff, 29 maart 1997): |       |                                           |
| Wales                                                                             | 1 – 2 | België                                    |
| Gary Speed 67'                                                                    | goals | 24' Bertrand Crasson 44' Lorenzo Staelens |

### Achtste ontmoeting
| WK 1998 kwalificatie (scheidsrechter Vítor Melo Pereira, Brussel, 11 oktober 1997):                                                                                                  |              | |
| België | 3 – 2        | Wales |
| Lorenzo Staelens 5' (pen.) Gert Claessens 33' Marc Wilmots 40' | goals        | 53' (pen.) Mark Pembridge 62' Ryan Giggs |
| Georges Leekens | bondscoach   | Bobby Gould |
| Filip De Wilde Eric Deflandre Bart De Roover 65' Lorenzo Staelens Rudi Smidts Franky Van der Elst Marc Wilmots Nico Van Kerckhoven 82' Danny Boffin Gert Claessens 68' Luis Oliveira | opstellingen | Andy Marriott Steve Jenkins Robert Edwards John Robinson Karl Ready Mark Pembridge 90' Robbie Savage 46' Ceri Hughes 84' John Hartson Ryan Giggs Dean Saunders |
| Mike Verstraeten 65' Luc Nilis 68' Vital Borkelmans 82' | wissels      | 46' Robert Page 84' Gareth Taylor 90' John Oster |
| Lorenzo Staelens 52' Luis Oliveira 57' | gele kaarten | 3' Robert Edwards 67' Karl Ready 90' Gareth Taylor |
| - Debuut van Mike Verstraeten en Gert Claessens voor België. - Debuut van John Oster (Everton) voor Wales.                                                                           |              | |

### Elfde ontmoeting
| EK 2016 kwalificatie (scheidsrechter Pavel Královec, Brussel, 16 november 2014): |              | |
| België | 0 – 0        | Wales |
| | goals        | |
| Marc Wilmots | bondscoach   | Chris Coleman |
| Thibaut Courtois Jan Vertonghen Anthony Vanden Borre Nicolas Lombaerts Toby Alderweireld Marouane Fellaini Axel Witsel Eden Hazard Nacer Chadli 62' Kevin De Bruyne Divock Origi 73' | opstellingen | Wayne Hennessey Chris Gunter Neil Taylor Ashley Williams James Chester 46' David Cotterill Gareth Bale Joe Ledley Hal Robson-Kanu Joe Allen Aaron Ramsey |
| Christian Benteke 62' Dries Mertens 73' 89' Adnan Januzaj 89' | wissels      | 46' George Williams |
| | gele kaarten | 33' Joe Ledley 73' Joe Allen 85' George Williams 90+4' Wayne Hennessey                                                                                   |

### Twaalfde ontmoeting
| EK 2016 kwalificatie (scheidsrechter Felix Brych, Cardiff, 12 juni 2015):                                                                                      |              | |
| Wales | 1 – 0        | België |
| Gareth Bale 25' | goals        | |
| Chris Coleman | bondscoach   | Marc Wilmots |
| Wayne Hennessey Chris Gunter Neil Taylor Ashley Williams James Chester Ashley Richards Gareth Bale 87' Joe Ledley Joe Allen Aaron Ramsey Hal Robson-Kanu 90+3' | opstellingen | Thibaut Courtois Jan Vertonghen Nicolas Lombaerts 77' Toby Alderweireld Jason Denayer Axel Witsel Radja Nainggolan Eden Hazard Kevin De Bruyne 46' Dries Mertens Christian Benteke |
| Sam Vokes 87' Andy King 90+3' | wissels      | 46' Romelu Lukaku 77' Yannick Ferreira Carrasco |
| Joe Allen 28' | gele kaarten | 59' Nicolas Lombaerts |

### Dertiende ontmoeting
| Kwartfinale EK 2016 (scheidsrechter Damir Skomina, Lille, 1 juli 2016):                                                                                     |              | |
| Wales | 3 – 1        | België |
| Ashley Williams 31' Hal Robson-Kanu 55' Sam Vokes 86' | goals        | 13' Radja Nainggolan |
| Chris Coleman | bondscoach   | Marc Wilmots |
| Wayne Hennessey Chris Gunter Neil Taylor Ashley Williams James Chester Ben Davies Gareth Bale Joe Ledley 78' Hal Robson-Kanu 80' Joe Allen Aaron Ramsey 90' | opstellingen | Thibaut Courtois Toby Alderweireld Thomas Meunier 75' Jordan Lukaku Jason Denayer Axel Witsel Radja Nainggolan Eden Hazard Kevin De Bruyne 46' Yannick Ferreira 83' Romelu Lukaku |
| Andy King 78' Sam Vokes 80' James Collins 90' | wissels      | 46' Marouane Fellaini 75' Dries Mertens 83' Michy Batshuayi |
| Ben Davies 5' James Chester 16' Chris Gunter 24' Aaron Ramsey 75'                                                                                           | gele kaarten | 59' Marouane Fellaini 85' Toby Alderweireld |
| - Verdediger Jan Vertonghen ontbreekt bij België vanwege een blessure. - Wales bereikt voor het eerst in de geschiedenis de halve finale van een eindronde. |              | |